# Kalium-argondatering
Kalium-argondatering is een methode van radiometrische datering die gebruik maakt van radioactief verval van kalium naar argon. De halfwaardetijd van dit verval is ongeveer 1,28 miljard jaar. De methode is daarom geschikt voor de datering van zaken die enkele miljoenen tot enkele miljarden jaren oud zijn. Omdat kalium een belangrijk bestanddeel is van de aardkorst is de methode een van de belangrijkste dateringstechnieken in de geologie. Ze wordt voornamelijk gebruikt om de ouderdom van gesteenten en mineralen te bepalen.

## Achtergrond

### Verval van kalium naar argon
Kalium komt op Aarde vooral voor in de buitenste vaste laag van de planeet: de aardkorst. Het is een incompatibel, lithofiel element. Het is een van de tien meest voorkomende elementen in de aardkorst en maakt onderdeel uit van verschillende belangrijke gesteentevormende mineralen, zoals veldspaten, veldspaatvervangers, mica's, amfibolen en pyroxenen. Daarmee is de kalium-argonmethode toepasbaar op veel metamorfe en stollingsgesteenten. De dochterisotoop argon-40 is stabiel. Argon is een edelgas dat zich op Aarde vooral in de atmosfeer bevindt: het is een atmofiel element. In de aardkorst komt het zeer weinig voor. Dat betekent dat de kleine hoeveelheid argon die uit het verval van kalium ontstaat relatief makkelijk te meten is. 
Een deel van het in de natuur voorkomende kalium (gemiddeld iets meer dan een tienduizendste of 0,01%) bestaat uit de moederisotoop: kalium-40. Het vervalt tot argon door invanging van een elektron, of (veel minder vaak) door het afstoten van een positron:
{\displaystyle {\ce {{^{40}_{19}K}+\beta ^{-}->{^{40}_{18}Ar}+\nu _{e}}}}
of:
{\displaystyle {\ce {{^{40}_{19}K}->{^{40}_{18}Ar}+\beta ^{+}}}}
Omdat argon een edelgas is maakt het geen chemische bindingen met het mineraal waarin het ontstaat. Wegens de grote radius van argon kan het bovendien niet uit kristalroosters ontsnappen. Het ontsnapt wel uit vloeibaar gesteente (magma). Als gesteente stolt bevat het daarom vrijwel geen argongas. Maar op het moment dat een mineraal uit het magma kristalliseert en afkoelt tot de sluitingstemperatuur zal al het door verval gevormde argon in het mineraal gevangen blijven.
Wel kan argon uit kristalroosters ontsnappen bij hoge druk of temperatuur. Als het gesteente aan hoge temperatuur en/of druk blootstaat (zoals tijdens een fase van metamorfose gebeurt) is er het risico dat de argon ontsnapt en de "klok" wordt teruggezet. Dit kan al gebeuren bij een temperatuur boven de 125°C, wat geologisch gezien niet erg hoog is. In zulke gevallen zal de methode een jongere ouderdom opleveren, namelijk die van de laatste fase van verhitting waarbij de sluitingstemperatuur werd overschreden.

### Verval van kalium naar calcium
Een belangrijke complicatie bij het kalium-argonsysteem is dat de moederisotoop kalium-40 behalve naar argon-40 ook naar calcium-40 vervalt. Deze vervalreactie verloopt als volgt:
{\displaystyle {\ce {{^{40}_{19}K}->{^{40}_{20}Ca}+\beta ^{-}}}}
Er is bij kalium-40 daarom sprake van "vertakt" verval. Het is onmogelijk te voorspellen of een kaliumatoom naar argon of naar calcium vervalt (net zoals het onmogelijk is het moment van het verval van een bepaald atoom te voorspellen). Maar de twee manieren van verval hebben elk hun eigen vervalconstante. Van een grote hoeveelheid kalium-40-atomen kunnen daarom wel de fracties voorspeld worden die na een bepaalde tijd naar elke dochter zijn vervallen. Ongeveer 11,2% van het totale verval gaat naar argon-40; de rest (88,8%) naar calcium-40.
Het verval van kalium-40 levert twee potentiële methoden voor radiometrische datering, maar calcium-40 is in tegenstelling tot argon-40 alleen in uitzonderlijke gevallen bruikbaar, omdat het van nature al zeer veel voorkomt. Calcium heeft een nog hoger aandeel in de aardkorst dan kalium, en calcium-40 is bovendien het meest voorkomende isotoop van calcium (96,92% van alle calcium is calcium-40). Daarnaast is de hoeveelheid calcium die bij vorming in het gesteente aanwezig was vaak onduidelijk, maar groot ten opzichte van de hoeveelheid calcium die is ontstaan door verval. Het is veel lastiger om een zeer klein verschil in de verhouding van calciumisotopen te meten, dan een groot verschil in de verhouding van argonisotopen.

## Methode

### Monsters en techniek
Als aangenomen wordt dat alle argon in het kristalrooster gevangen is gebleven, kan de verhouding tussen kalium-40 en argon-40 gebruikt worden om de ouderdom van een monster te bepalen. Verschillende mineralen kristalliseren bij verschillende temperatuur en hebben een verschillende sluitingstemperatuur. Daarom hebben bijvoorbeeld een kaliveldspaat- en een biotietkristal in hetzelfde monster een verschillende ouderdom. In de oudere literatuur is vaak de totale hoeveelheid argon-40 in het monster gemeten. De methode is later verfijnd naar metingen van afzonderlijke mineralen.
Het monster waarvan de ouderdom moet worden bepaald wordt in twee delen geanalyseerd: in het ene deel wordt de hoeveelheid argon-40 bepaald en in het andere de hoeveelheid kalium-40. Voor de meting van argon wordt het monster in vacuüm gesmolten. Een bepaalde hoeveelheid gas van de stabiele isotoop argon-38 wordt aan het ontsnapte gas toegevoegd. Daarna wordt met massaspectrometrie de hoeveelheid argon-40 ten opzichte van argon-38 in het vrijgekomen gas bepaald.
De hoeveelheid kalium wordt bepaald in het andere deel van het monster, door middel van een kwantitatieve methode zoals röntgenfluorescentie, emissiespectrometrie of atomaire-absorptiespectrometrie. Meestal meet men niet de hoeveelheid kalium-40 zelf, maar in plaats daarvan de totale hoeveelheid kalium of het veel vaker voorkomende stabiele isotoop 39-kalium. Daarna gebruikt men de natuurlijke verhoudingen waarin kaliumisotopen voorkomen (de abundanties) om de hoeveelheid kalium-40 te berekenen.

### Berekening van ouderdom
De som van het door verval gevormde calcium-40 (40Ca*) en het door verval gevormde argon-40 (40Ar*) is:
{\displaystyle ^{40}Ca*+^{40}Ar*=^{40}K(e^{\lambda t}-1)}
Daarbij is 40K de hoeveelheid kalium-40 die in het monster aanwezig is; t de ouderdom van het monster; en λ de vervalconstante van kalium-40. Deze laatste constante is de som van de constante voor verval naar calcium (λβ-) en de constante voor verval naar argon (λec):
{\displaystyle \lambda =\lambda _{\beta -}+\lambda _{ec}}
De totale vervalconstante λ bedraagt ongeveer 5,5492 × 10−10 per jaar, en de vervalconstante voor verval naar argon-40 is ongeveer 0,5755 × 10−10 per jaar.
De totale hoeveelheid argon-40 in een monster is de som van argon-40 dat door verval is ontstaan en ander in het monster aanwezige argon-40. Bij de kalium-argonmethode wordt aangenomen dat het laatste verwaarloosbaar is. Het product van het aanwezige kalium-40 en de fractie van kalium die naar argon vervalt geeft een formule voor de hoeveelheid in het monster aanwezig argon-40 bij een ouderdom t:
{\displaystyle ^{40}Ar*={\frac {\lambda _{ec}}{\lambda }}}{\displaystyle ^{40}K(e^{\lambda t}-1)}
Deze formule kan omgeschreven worden om t - de ouderdom van het monster - te vinden. De relatie tussen de isotopenverhouding en de ouderdom van het monster is:
{\displaystyle t={\frac {1}{\lambda }}\ln \left[{\frac {^{40}Ar*}{^{40}K}}\left({\frac {\lambda }{\lambda _{ec}}}+1\right)\right]}
Zo kan de ouderdom van het monster berekend worden nadat men de hoeveelheid van de moederisotoop (40K) en dochterisotoop (40Ar*) vastgesteld heeft.

### Complicaties en correcties
In gesteenten jonger dan een paar miljoen jaar is normaal gesproken nog erg weinig argon-40 aanwezig. Vervuiling met argongas uit de atmosfeer is dan een toenemend probleem. Ondanks het vacuüm raakt het monster tijdens de procedure enigszins vervuild met argon uit de atmosfeer. Daarom wordt de hoeveelheid argon-36 in het monster ook bepaald. De natuurlijke verhouding tussen argon-36 en argon-40 wordt dan gebruikt om te corrigeren voor argon-40 dat uit de atmosfeer in het monster is gekomen.
Verder gaat de aanname dat er bij kristallisatie helemaal geen argon in mineralen aanwezig is niet helemaal op. Dat betekent dat de gemeten ouderdom met de methode vaak iets te hoog uitvalt. Dit probleem wordt opgelost door verschillende kaliumhoudende mineralen in hetzelfde monster te meten en een isochroon op te stellen. Daarbij is de aanname dat alle mineralen bij kristallisatie dezelfde hoeveelheid argon insloten. Uit de richtingscoëfficiënt van de isochroon kan de ouderdom van het monster berekend worden zonder invloed van de niet door verval ontstane argon in het monster.
Een ander probleem is dat bij grotere monsters mogelijke alteratie van het gesteente een rol kan spelen. Kalium is op geologische schaal een zeer mobiel element. Bij alteratie wordt het gesteente al snel verrijkt in kalium, waardoor de kalium-argonmethode een te lage waarde oplevert. Om deze onzekerheden en problemen het hoofd te bieden werd argon-argondatering uitgevonden, als verbetering van de methode van kalium-argondatering. Ook is de methode verfijnd door een laser te gebruiken om het monster te verhitten, waardoor een kleiner deel van het monster geanalyseerd kan worden.

## Toepassing
Het radio-isotoop argon-40 werd in 1938 ontdekt door Lyman T. Aldrich en O.A. Nier. Sindsdien is de methode van
kalium-argon uitgegroeid tot een van de meest gebruikte dateringsmethoden in de geologie, naast uranium-lood. De beste resultaten worden verkregen voor gesteenten van enkele tientallen miljoenen jaren oud - dat wil zeggen uit het Tertiair. Typisch bedraagt de foutmarge van de metingen in dat geval enkele duizenden jaren.
Hoewel kalium-argondatering voornamelijk wordt gebruikt in de geologie, zijn er enkele uitzonderingen. Door kalium-argondatering van vulkanische aslagen in de Olduvaikloof (Tanzania) is de ouderdom van vroege mensachtigen bepaald. In 2013 werd door het onbemande voertuig Curiosity voor het eerst een gesteente op Mars gedateerd, gebruikmakend van de kalium-argonmethode.
Ondanks zulke successen worden met name oudere (jaren 1960-1970) dateringen met kalium-argon in twijfel getrokken. Nadat problemen met sommige ouderdomsbepalingen aan het licht kwamen is de kalium-argonmethode verbeterd. Om de betrouwbaarheid te vergroten wordt de methode samen met andere methodes gebruikt, zoals uranium-lood, uranium-thorium, renium-osmium of argon-argon.
Een methode om recentere voorwerpen van organische oorsprong te dateren is de koolstof 14-methode.